# 1730 en droit
Cet article présente les faits marquants de l'année 1730 en droit.

## Événements
- 17 mars, Russie : manifeste d’Anne ordonnant au clergé de respecter les pratiques du rituel et condamnant les tendances réformatrices[1].